# Cortile dello scalpellino
Il Cortile dello scalpellino è un dipinto a olio su tela (123,8x162,9 cm) di Canaletto, databile al 1727-1728 circa e conservato nella National Gallery di Londra.

## Storia
Il particolare scorcio di vita quotidiana fa pensare che il dipinto fosse stato commissionato da un personaggio locale, piuttosto che destinato a uno dei viaggiatori del Grand Tour verso i quali era rivolta gran parte della produzione dell'artista.
Potrebbe essere indicativa la presenza di un cartello, in basso a sinistra, in cui si parla dell'elezione di un nuovo parroco nella chiesa di San Vidal: si è ipotizzato che tale prelato possa esserne il committente.
La datazione si basa su affinità stilistiche con opere del primo periodo di attività dell'artista: la composizione affollata, il colore applicato in pennellate dense, la cura nella definizione dei dettagli. Inoltre, i dettagli tecnici legati alle analisi dei pigmenti fanno pensare agli anni 1727-1728.
Non si conosce niente dell'opera prima del 1808, quando era nella collezione di sir George Beaumont. Fu donata nel 1823 ed entrò in galleria nel 1828.

## Descrizione e stile
La scena è ambientata in Campo San Vidal a Venezia, con uno scorcio che attraversa il Canal Grande e inquadra la chiesa di Santa Maria della Carità e l'omonima Scuola Grande, dove oggi si trovano il ponte e le Gallerie dell'Accademia. Il pozzo a forma di capitello in pietra d'Istria, le case sulla destra, la chiesa, sono tuttora esistenti. Non esiste più invece il campanile della Carità, crollato nel 1744 portandosi via anche le due casette bianche ai suoi piedi.
Il soggetto della scena, che dà anche il titolo tradizionale al dipinto, è l'attività di una bottega di scalpellini, in un fabbricato ligneo, temporaneamente allestita nel campo per occuparsi della predisposizione dei materiali arrivati via mare, necessari al restauro della chiesa di San Vidal (fuori dalla veduta). Strumenti da lavoro sono sparsi qua e là tra i blocchi. I personaggi sono quindi immersi in una vivida quotidianità, come la madre che, in basso a sinistra, accorre a riprendere il figlio caduto, forse per colpa di uno scherzo della ragazzina in piedi lì vicino; poco lontano, un gallo fa bella mostra di sé da una finestra e, poco sopra, una donna si affaccia da un balcone ad assistere alla scena; gondolieri solcano il Canal Grande o, ormeggiati, aspettano clienti, anzi uno sembra chiedere all'uomo in rosso se vuole traghettare; una donna attinge al pozzo, altre, in lontananza a destra, chiacchierano vicino a panni stesi ad asciugare; un'altra si affaccia col fuso in mano dal balcone della casa di destra. In tutto questo si deve poi immaginare il picchiettio degli scalpellini che ritma una giornata qualsiasi di lavoro.
Nonostante la spiccata verosimiglianza della veduta, confrontabile quasi con le odierne fotografie, Canaletto era solito abbellire sempre le sue vedute correggendo gli scorci, aggiungendo finestre o interi edifici, regolarizzando le architetture, il tutto per ottenere una veduta più interessante, con una più elegante scansione di forme geometriche e volumi. Ciò è evidente, ad esempio, se si guarda il profilo dei tetti all'orizzonte, dove le forme quadrate e triangolari si alternano a effetto, fino alle lontane apparizioni di campanili e camini stagliati contro il cielo variegato di nuvole.
La pennellata riservata alle figure è diversa da quella utilizzata per gli edifici: i secondi venivano infatti studiati componendo una serie di schizzi e disegni (anche col ricorso alla camera oscura) e poi colorati con una grande attenzione agli effetti di luce e ombra anche in lontananza (eredità del tonalismo veneto), mentre i personaggi erano aggiunti in un secondo momento, con pennellate "corsive", svelte e dense, che rivelano la loro reale consistenza solo a uno sguardo ravvicinato.